# تیمچه اکبریان
تیمچه اکبریان مربوط به دوره قاجاریه است و در تهران، خیابان پانزدهم خرداد، کوچه صغیرها، مقابل کوچه حکیم، پ ۸۸ واقع شده است.
پیشتر این تیمچه با نام تیمچه یهودیان شناخته می‌شد، دلیل این نامگذاری حضور کسبه یهودی در این تیمچه بود. این تیمچه که یکی از قدیمی‌ترین تیمچه‌های تهران است، اولین بانک و اولین صرافی تهران که به شیوه‌ای متفاوت از بانک‌ها و صرافی‌های امروزی کار می‌کردند را در خود داشته است. بانک تیمچه را «داوود کلیمیات» که از یهودیان محله عودلاجان بوده اداره می‌کرده است. کارشناسان میراث فرهنگی قدمت تیمچه اکبریان را مربوط به دوران آغا محمدخان سر سلسله قاجاریه می‌دانند.
این اثر در تاریخ ۱۵ آبان ۱۳۸۴ با شمارهٔ ثبت ۱۳۶۰۱ به‌عنوان یکی از آثار ملی ایران به ثبت رسیده است.